# Spangle (Washington)
Spangle é uma cidade  localizada no estado norte-americano de Washington, no Condado de Spokane.

## Demografia
Segundo o censo norte-americano de 2000, a sua população era de 240 habitantes.
Em 2006, foi estimada uma população de 232, um decréscimo de 8 (-3.3%).

## Geografia
De acordo com o United States Census Bureau tem uma área de
1,0 km², dos quais 1,0 km² cobertos por terra e 0,0 km² cobertos por água.

## Localidades na vizinhança
O diagrama seguinte representa as localidades num raio de 24 km ao redor de Spangle.